# Alfredo Puig Spangenberg
Alfredo J. Puig Spangenberg (Montevideo, 16 de marzo de 1897 - Ib., 1973) fue un político uruguayo, perteneciente al Partido Nacional.

## Carrera
Ganadero radicado en la estancia El Ombú en la tercera sección del departamento de Flores, militó en filas herreristas. En las elecciones de 1934 fue elegido Intendente Municipal de Flores, cargo para el que fue reelecto cuatro años más tarde, y en el que permaneció hasta 1942. En las elecciones nacionales de ese año fue elegido diputado por Flores, ocupando la banca entre 1943 y 1947. En las elecciones generales de 1950 logró conquistar por tercera vez la intendencia de su departamento.
En años posteriores se alejó del herrerismo y se incorporó a la Unión Blanca Democrática (UBD). En 1958 fue elegido presidente del Concejo Departamental de Flores (órgano que ejercía la función ejecutiva a nivel departamental bajo la Constitución de 1952), para el período 1959-1963. En julio de 1964 se incorporó al cuarto y último Consejo Nacional de Gobierno por la mayoría de la UBD, tras el fallecimiento de Daniel Fernández Crespo, ocupando el cargo hasta la finalización del período en 1967.